# Давньоєврейська астрономія
Давньоєврейська астрономія знайшла своє відображення в релігійних текстах, таких як Танах («Старий Заповіт») і Талмуд, а також в коментарях і роздумах юдейських мудреців.

## У Біблії
Лише кілька зір і сузір'їв названо окремо в єврейській Біблії, і їхня ідентифікація невідома. Найбільш чіткі посилання включають:
- Kəsīl (כְּסִיל)[1], зазвичай розуміється як Оріон, гігантський ангел.
- Ḵīmā (כִימָה)[2], що може позначати Плеяди, Альдебаран, Арктур або Сіріус.
- 'Ash або 'Ayish (עָשׁ 'Āš)[3], можливо Гіади, Арктур або Велика Ведмедиця або навіть Вечірня зоря (Венера, якщо її видно в сутінках).
- Мезарім (מְזָרִים Məzārīm)[4], що може бути Великою та Малою Ведмедицею, або синонімом слова мазалот, у цьому випадку воно стосуватиметься планет або сузір'їв зодіаку.

Крім Землі, в єврейській Біблії названо лише дві планети:
- Термін Чіун (כִּיּוּן Kīyyūn) в Амоса 5:26, на думку деяких авторів, відноситься до Сатурна, тісно пов'язаного з ассирійським «Kévan» або «kaiwanu»[5].
- Венера, названа məleḵeṯ haššāmayīm, (מְלֶכֶת הַשָּׁמַיִם), «цариця небесна», в Єремії 7:18 та в інших місцях. Те, що останнє означає Венеру, показують пироги, які, як кажуть, були спечені для неї[6]. Серед ассирійців і вавилонян приношення пирогів називали «хлібом Іштар».
- Hēlēl (הֵילֵל), «син ранку» (בֶּן שָׁחַר Ben-Šāḥar) в Ісаї 14:12, також вважається ранковою зорею (Венера, коли її видно перед світанком). Ця ідентифікація більш відома багатьом англомовним як латинська назва Люцифер, «носій світла».

## У Талмуді
Інформація, збережена в Талмуді, не походить від однієї однорідної системи астрономічних знань, а поєднує накопичені протягом щонайменше чотирьох століть погляди різних авторів Єрусалимського та Вавилонського Талмудів, серед яких деякі були схильні до містицизму.

### Астрономія як релігієзнавство
Висока цінність астрономічних знань вже демонструється астрономічним розділом Книги Еноха (приблизно 72-80 рр. до н. е.), а також такими висловлюваннями, як висловлювання Елеазара Гісми (близько 100), знавця математики, який міг «рахувати краплі в океані» і наголошував на важливості вміння обчислити сонцестояння та календар. Серед наук, якими оволодів Йоханан бен Заккай, було знання сонцестоянь і календаря; тобто здатність обчислювати курс Сонця і Місяця. Пізніші автори заявляють, що «до того, хто може обчислити хід сонця та обертання планет і нехтує цим, можна застосувати слова пророка: „Вони не зважають на діла Господа, і не думають про діло рук Його“». Звертати увагу на рух Сонця і на обертання планет є релігійною настановою, бо таке значення слів: «Це ваша мудрість і ваше розуміння в очах народів».
Незважаючи на загальну важливість і релігійне значення, яке надавалося астрономії в Прадавньому Ізраїлі, жодного помітного розвитку астрономії там не відбулося. Зоряне небо ізраїльської землі цікавило євреїв як творіння Бога і як засіб визначення свят, більшість знань про них євреї були зобов'язані вавилонянам та грекам, про що, наприклад, свідчить іноземний термін гематрія, який використовується для позначення обчислення календаря. Ймовірно, це слово є транспозицією грецького γραμματεία, що означає «арифметика, математика». Більшість спостережень наукового характеру були передані Самуїлом з Негардеї, який відвідував школи вавилонян і який стверджував, що володіє такими ж точними знаннями про небо, як і про вулиці Негардеї.

### Уявлення про небо і землю
У Талмуді, як і в Біблії, небо і Земля позначають дві межі Всесвіту, а небо покриває Землю. Один таннаїст вважав, що сфера складається з міцної та твердої пластини завтовшки в два-три пальці, яка завжди сяє й ніколи не тьмяніє, інший оцінює діаметр цієї пластини як одну шосту добового шляху Сонця, а інший, вавилонянин, оцінює його в 1000 парасангів (приблизно 5500 км). Ще один авторитет стверджує, що діаметр небосхилу дорівнює відстані, яку можна подолати за 50 або 500 років, і це також справедливо щодо Землі та великого моря, на яке вона спирається.
Відстань неба від Землі — це шлях у 500 років, відстань, еквівалентна діаметру небосхилу, крізь який Сонце повинно побачити свій шлях, щоб стати видимим. Небосхил, на думку одних, складається з вогню і води, а на думку інших, лише з води, тоді як зорі складаються з вогню. Схід і Захід віддалені один від одного принаймні так само, як небосхил від Землі. Небо і Земля «цілують одне одного» на горизонті, а між водою вгорі та водою внизу є лише два-три пальці. Земля лежить на воді і оточена нею.
За іншими уявленнями Земля тримається на одному, семи або дванадцяти стовпах. Вони спираються на воду, вода — на гори, гори — на вітер, а вітер — на шторм, хоча цей опис може бути й метафорою. Там також згадується земна куля, kaddur.

### Хронологія і Маццарот
Хронологія була головним питанням у вивченні астрономії серед євреїв; священний час базувався на циклах Сонця і Місяця. Талмуд ототожнює дванадцять сузір'їв Маццарота (зодіаку) з дванадцятьма місяцями єврейського календаря.  Відповідність сузір'їв їхнім назвам на івриті та місяцям така:
1. Овен — Ṭ'leh — Нісан
2. Телець — Шор — Іяр
3. Близнюки — Теомім — Сиван
4. Рак — Сартан — Тамуз
5. Лев — Арі — Ав
6. Діва — Бетула — Елюль
7. Ваги — Мознаїм — Тішрей
8. Скорпіон — 'Aḳrab — Хешван
9. Стрілець — Ḳешет — Кіслев
10. Козеріг — Геді — Тевет
11. Водолій — Д'лі — Шват
12. Риби — Дагім — Адар

Перші три знаходяться на сході, другі три на півдні, треті три на заході і останні три на півночі; і всі супроводжують Сонце. Згідно з одним описом, у перші три місяці (навесні) Сонце мандрує на півдні, щоб розтопити сніг; у четвертий-шостий місяці (влітку) воно подорожує прямо над землею, щоб змусити плід дозріти; у сьомий-дев'ятий місяці (восени) подорожує над морем, щоб поглинути води; а в останні три місяці (взимку) подорожує по пустелі, щоб зерно не засохло і не зав'яло.
Згідно з однією концепцією, Овен, Лев і Стрілець дивляться на північ; Телець, Діва і Козеріг на захід; Близнюки, Терези і Водолій на південь; і Рак, Скорпіон і Риби на схід. Деякі вчені ототожнювали дванадцять знаків зодіаку з дванадцятьма племенами Ізраїлю.
Чотири сонцестояння (Текуфот Нісана, Таммуз, Тішрей і Тевет) часто згадуються як визначальні пори року, і іноді згадується місце сходу Сонця. Іноді згадується шість пір року і часто згадується вмістище Сонця (ναρθήκιον), за допомогою якого пом'якшується тепло кулі. Місяць також був частиною календаря: «Місяць починає світити 1-го числа місяця; його світло зростає до 15-го числа, коли диск [דסקוס (δίσκοσ)] заповнюється; від 15-го до 30-го він спадає; а 30-го воно невидиме».

### Небесні тіла та їх рух
У Талмуді можна знайти дві різні космології. Одна — це космологія плоскої Землі, що нагадує описи світу в міфології Стародавнього Близького Сходу. Інша — геоцентрична модель, згідно з якою зорі рухаються навколо Землі. Згідно з Аристотелем, Птолемеєм та іншими грецькими філософами, зорі не мають власного руху, бо міцно прикріплені до сфер, центром яких є Земля. Уривок у Талмуді протиставляє паганські погляди поглядам єврейських мудреців:
Вчені Ізраїлю кажуть: «Куля стоїть міцно, а планети обертаються»; вчені народи кажуть: «Куля рухається, а планети твердо стоять». Вчені Ізраїлю кажуть: «Сонце вдень рухається під небосзилом, а вночі — над небосхилом»; вчені з народів кажуть: «Сонце вдень ходить під небосхилом, а вночі під землею».
Сонце має 365 вікон, крізь які воно виходить; 182 на сході, 182 на заході та 1 посередині, місце його першого входу. Місяць завершує свій шлях за 30 днів. Сонячний рік на 11 днів довший за місячний. Сонце завершує свій шлях за 12 місяців; Юпітер, в 12 років; Сатурн за 30 років; Венера і Марс за 480 років, хоч проти цього числа й висувається заперечення.
Назви семи класичних планет були такі:
- Шаббатай שבתאי, Сатурн
  - Значення: «спокійний», назва є синонімічною до суботнього дня (дня відпочинку). Езотерично Сатурн втілює сам Час. Посеред плину часу Сатурн залишається нерухомим і мовчазним, доводячи всі зусилля до кінця.
- Цедек צדק, Юпітер
  - Значення: «праведність», оскільки Юпітер є втіленням божественного втручання.
- Ма'адім מאדים, Марс
  - Значення: «червоний»
- Ḥammah חמה, Сонце
  - Значення: «гарячий»
- Кохевет כוכבת, Ногах נוגה або Кохав-Ногах כוכב נוגה, Венера
  - Значення: «планета-жінка», «яскрава» або «яскрава планета» відповідно
- Кохав כוכב, Меркурій
  - Значення: «планета».
- Левана לבנה, Місяць
  - Значення: «білий»

У багатьох мовах назви днів тижня походять від назв семи планет, і кожен день присвячений конкретній планеті, яка панувала в ранкові години. Хоча талмудисти були знайомі з планетами та їх характеристиками в астрології, вони виступали проти поклоніння їм, тому дні тижня на івриті не мають назв (окрім суботи) і просто позначаються номерами.

### Нерухомі зорі та комети
Чумацький Шлях називається «Вогняний Потік», назва запозичена з Даниїла 7:10 (Nehar di-nur), де вона, можливо, мала те саме значення. Також стверджується, що жало Скорпіона можна побачити в Чумацькому Шляху.
Самуїл казав, що «жодна комета ніколи не проходила по поверхні Оріона „Кесіл“, бо якщо це станеться, Земля буде знищена», а якщо ми все-таки бачимо комету в Оріоні, то «це лише здається, бо комета проходить над зорею або під нею. Можливо, також проходить її сяйво, але не тіло». Самуїл вважав, що, якби не було «тепла Оріона», то Земля не могла б існувати через «холодність Скорпіона».
Комету через її хвіст називають kokba de-shabbiṭ. Рабин Джошуа бен Хананія (близько 100 р. н. е.) заявив, що зоря з'являється раз на сімдесят років і зводить мореплавців зі шляху, в чому деякі дослідники вбачали вказівку на періодичність комети Галлея. Самуїл казав: «Я знаю всі небесні шляхи, але нічого не знаю про природу комети».
В Талмуді згадується та пояснюється назва Стожар כימה = כמאה, відомих у Біблії як Сім зір.